# Az elefántember (film)
Az elefántember (The Elephant Man) 1980-ban bemutatott fekete-fehér amerikai filmdráma David Lynch rendezésében, amely igaz történet alapján készült, Joseph Merrick életének története alapján, Dr. Frederick Treves orvos feljegyzései és egyéb beszámolók nyomán. A filmet nyolc Oscar-díjra jelölték.
A filmet Magyarországon először 1985. december 19-én mutatták be az eredeti szinkronnal és ezzel jelent is meg 2005-ben a B-Roll forgalmazásában. Ugyanebben az évben egy másik DVD kiadásra is sor került az Intercom forgalmazásában, ehhez már új szinkron készült.

## Cselekmény
A XIX. század végi viktoriánus Angliában járunk, ahol doktor Trevers (Sir Anthony Hopkins) elismert sebész és az anatómia szakértője, különös érdeklődéssel a testi elváltozások iránt. Egy cirkuszi freak show (torz emberek bemutatója) kereteiben, felkelti figyelmét egy különösen sanyarú sorsú fiatalember. Az állítólag születési rendellenességekkel küzdő John Merrick. Dr. Trevers alkut köt Merrick gondozójával, hogy tanulmányozhassa és bemutathassa John állapotát, a Patológiai Intézet hallgatóinak.
John elmegy egyedül a London-i kórházba, (Royal London Hospital) ahol Trevers praktizál. Az emeleti zárt osztályon helyezi el. Eteti és gondoskodik róla, a főnövérrel Mrs. Mothershead-el és néhány kiválasztott nővérrel, mert szegény annyira ijesztő látványt nyújt, hogy kiborítja az embereket. A vizsgálat és a bemutató után, Merrick hazatér régi kuckójába, de ott Bytes, – a cirkuszi gondviselője, aki belőle él – agyba-főbe veri, mert sokáig volt távol. Másnap kihívja Dr. Trevers-t, mert bizonyára komoly sérüléseket szenvedett. Azt állítja így tért haza, de az orvos hamar megállapítja, hogy bántalmazás történt. Magához veszi, és beköltözteti a kórház zárt osztályára. A főorvos Mr. Gomm (John Gielgud) vonakodik bent tartani, a gyógyíthatatlan beteg, feltehetően értelmi fogyatékos embert, ezért másnap személyes látogatást tesz nála. Kiderül, hogy John Merrick meggyötört kinézete és múltja ellenére értelmes, olvasni tudó ember. Eddig a pillanatig az is kétséges volt, hogy tud-e beszélni. Pár nappal később Bytes bepróbálkozik, hogy haza csalja vagyis visszaszerezze, legfőbb bevételi forrását. Összeszólalkozik Dr. Treves-szel, aki vonakodik John-t átadni egykori gazdájának. Carr Gomm vet véget a vitának azzal a megjegyzéssel, hogy akár a bíróság bevonásával is, nem hozhatnak döntést egy ember szabadságjogairól és állati sorba taszításáról. Természetesen Bytes visszavonulót fúj.
Híre megy az elefántember kórházi lakhelyének. Sonny Jim az éjjeliőr, ki is használja az alkalmat, hogy egy-egy fizető vendéget felcsempésszen John szobájába, halálra rémítve ezzel a kuncsaftot. Merrick lekerül a zárt osztályról, és a Bedford Square épületben, egy földszinti lakosztályban szállásolják el. Miután ennek híre megy, Jim az éjjeliőr belépőket kezd árusítani, belvárosi kocsmatöltelékeknek. Eközben az elefántember felkelti a nemesség érdeklődését is. Meg akarják ismerni a beszámolók és újságcikkek alapján, rendkívül értelmes és érzelmes csúfságot. Dr. Treves is vendégül látja saját otthonában, bemutatja feleségének (Hannah Gordon), aki páratlanul kedves a fiatalemberrel. John egy ponton el is sírja magát, amiért társaságában még nő, ilyen odaadóan és udvariasan sohasem viselkedett. A hölgy is kifakad, mikor tudomására jut, milyen nyomorúságos gyerekkora lehetett az elefántembernek.
John első komoly felső-középosztálybeli látogatója Madge Kendal, az elismert színművész. A művésznő az első nyilvános újságcikkek óta követte John rehabilitációját. Felkeltette érdeklődését különösen érzékeny természete és fogékonysága a lírához. Ajándékot is visz, egy magáról készült, dedikált fotográfiát, amit John az ágya melletti éjjeli szekrényen helyez el, édesanyja képe mellé. Nemesi családok látogatják Merrick lakosztályát napközben, és még a brit királyné figyelmét is felkelti ez az egyedülálló életpálya.
A főnővér aggodalmát fejezi ki Dr. Treves-nek, a túl sok látogató miatt, akik naponta megfordulnak John Merrick lakosztályán. A sebész elgondolkodik, hogy nem ugyanazt teszi-e, civilizáltabb körülmények között Johnnal, a barátjával, mint egykori gazdája, aki haszonszerzés címén mutogatta a cirkusz porondján szerencsétlent? Ezek után kiderül, hogy a kórház dolgozói legszívesebben kitennék az elefántembert, mert olyan emberek elől foglalja el, azt a földszinti lakosztályt, akik gyógyítható vagy kezelhető betegségekben szenvednek, ám Alexandra hercegnő közbenjárásával, élethosszig tartó lakhatást szavaznak meg a London kórház befektetői. John-t teljesen meghatja, mikor megtudja, hogy örökre az otthona lehet az a lakosztály.
Egyik este Jim megszervezi a kis turistacsoportját, hogy meglátogassák Johnt. Bytes is tudomást szerez a kis légyottról, ezért feltétlenül el akar menni velük. Az alsóbb osztálybéliek csoportja feldúlja John otthonát. Kinevetik, lökdösik, pocskondiázzák. A lányok fogadásból, mély undorral csókolgatják, majd egy tükörrel teljesen halálra rémítik. Összetörik a kis makettjét is, amit az ablakából alig látható Szent Fülöp Katedrálisról készített. A buli végén utoljára Bytes marad, és ismét magához veszi Johnt.
Dr. Treves és barátai London szerte keresik Merrick-et, de nem találják. A Scotland Yard arra gyanakszik, átvitték Európába a produkciót, ahol még van igény efféle borzasztó élményekre. Bytes egy vándorcirkusszal, egy kicsi porondon mutogatja Johnt, ám a nézőkön eluralkodik a lincshangulat, mikor az elefántember rosszul lesz, és leesik a színpadról. Ezek után ketrecbe zárják, a majmok mellé. Az éjszaka folyamán a társulat többi furcsa teremtménye kiszabadítja, és elkísérik John-t a kikötőbe, hogy visszahajózhasson Angliába.
Vonattal érkezik a fővárosba, de ott a zsebes kölykök kiszúrják maguknak. Leveszik csúf arcát takaró maszkját, ezzel közfelháborodást okozva a Liverpool Street-i pályaudvaron. A dühös csőcselék beszorítja az egyik mosdóba, és csak akkor csillapodnak le, mikor John megszólal: "Nem vagyok elefánt! Én nem vagyok vadállat! Én is emberi lény vagyok..."
Amikor a London kórház dolgozói tudomást szereznek John Merrick hollétéről, azonnal újra gondjukba veszik; visszaköltöztetik Bedford Square-i lakosztályába. Később Dr. Treves, a nővérek, és Alexandra hercegnő elkísérik élete első színházi előadására, melyet a végén Mrs. Kendal, John Merricknek ajánlj. A nézők álló ovációval köszöntik az elefántembert. John-t teljesen meghatja ez a gesztus, és még éjszaka is csak a darabon jár az esze, mikor elbúcsúzik barátjától, Dr. Treves-től.
Ezután John aláírja a katedrálisról készült makettje talapzatát és úgy hajtja álomra fejét, ahogy az átlagos emberek, párnára, vízszintesen. Álmaiban anyját látja, aki Lord Tennyson Nem hal meg semmi című versét szavalja.

## Érdekességek

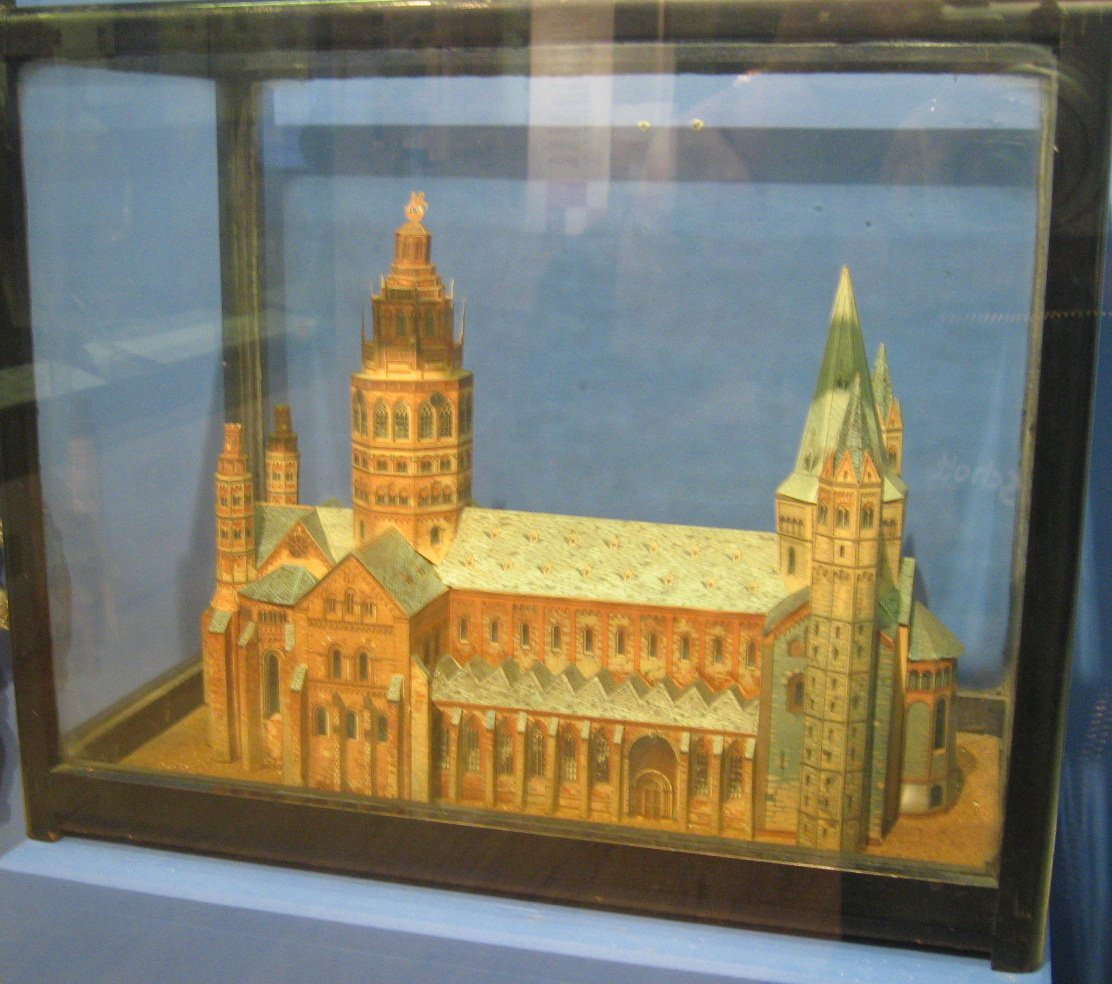
A valódi, Merrick által épített kártya templom. A Szent Márton és Szent István-dóm másolata (Mainz, Németország)

Az elefántembert eleinte csak körvonalaiban mutatják. A néző azt hinné, nem is akarják megmutatni torz testét, ám a 30. percben váratlanul, mikor az ápolónő rányit, a film nézőjét is sokkoló látvány fogadja.
A film bemutatója előtt került a Broadway-re, az azonos című előadás is Merrick életéről, mely nagy sikerrel futott. Ezért a producerek beperelték a Brooksfilms stúdiót.
Lynch szürrealisztikus képsorokkal idézi Merrick anyja emlékét, illetve a főhős elefántokkal való viszonyát, emlékeit. Samuel Barber Adagioját használták, illetve ez szól a film záró képsoraiban is. A film zeneszerzője, John Morris vitatta a felhasználását. Kijelentette: "Ezt a művet a jövőben újra és újra használni fogják. Úgyhogy minden alkalommal, amikor egy filmben elhangzik, csökkenni fog a jelentősége, ezekben a jelenetekben."
A jelmezt közvetlenül Joseph Merrick testének öntvényei alapján készítették, amelyeket a Londoni Királyi Kórház saját múzeumában őriznek a mai napig. A smink felrakása hét-nyolc órát vett igénybe minden nap, és két órát a finom eltávolítása. John Hurt hajnali 5 órakor érkezett a forgatásra, pedig csak déltől 10-ig vették fel a jeleneteit. Amikor Hurt először megtapasztalta a maszk felépítését, és a vele járó kellemetlenségeket, felhívta a feleségét mondván: "Azt hiszem, végre sikerült utálnom a szereplést."
Vincent Canby filmkritikus így fogalmazott: "Mr. Hurt valóban figyelemre méltó. Nem könnyű így alakítani, egy ilyen nehéz maszk alatt ... a fizikai produkció gyönyörű, különösen Freddie Francis fekete-fehér fényképein."
A filmben szereplő egyik jelenet hallható Michael Jackson 1997-es Morphine című dalában.

## Szereplők
| Szereplő                    | Színész         | Magyar hang       |
| --------------------------- | --------------- | ----------------- |
| Frederick Treves            | Anthony Hopkins | Balázsovits Lajos |
| John Merrick                | John Hurt       | Gáspár Sándor     |
| Mrs. Kendal                 | Anne Bancroft   | Hámori Ildikó     |
| Carr Gomm                   | John Gielgud    | Bács Ferenc       |
| Főnővér                     | Wendy Hiller    | Nagy Anna         |
| Bytes                       | Freddie Jones   | Verebes Károly    |
| Éjszakai portás             | Michael Elphick | Kránitz Lajos     |
| Mrs. Anne Treves            | Hannah Gordon   | Jani Ildikó       |
| Alexandra Karolina hercegnő | Helen Ryan      | ?                 |
| Dr. Fox                     | John Standing   | ?                 |
| Fiú                         | Dexter Fletcher | ?                 |
| Nora                        | Lesley Dunlop   | ?                 |
| Kathleen nővér              | Nula Conwell    | ?                 |
| Broadneck                   | Hugh Manning    | ?                 |

## Filmzene
A film zenéjét John Morris szerezte és az angol Nemzeti Filharmonikus Zenekar adta elő és 1980-ban a 20th Century Fox Records adta ki hanglemezen és magnókazettán. A borító a maszkos John Merrick-et ábrázolta a színpadon füsttel a hátterében. A CD kiadásra 1994-ben került sor.

### Számlista
A oldal
1. "The Elephant Man Theme" – 3:46
2. "Dr. Treves Visits the Freak Show and Elephant Man" – 4:08
3. "John Merrick and Psalm" – 1:17
4. "John Merrick and Mrs. Kendal" – 2:03
5. "The Nightmare" – 4:39

B oldal
1. "Mrs. Kendal's Theater and Poetry Reading" – 1:58
2. "The Belgian Circus Episode" – 3:00
3. "Train Station" – 1:35
4. "Pantomime" – 2:20
5. "Adagio for Strings" – 5:52
6. "Recapitulation" – 5:35

## Díjak, jelölések
Oscar-díj
- jelölés: legjobb film (Jonathan Sanger)
- jelölés: férfi főszereplőnek (John Hurt)
- jelölés: legjobb rendező (David Lynch)
- jelölés: legjobb adaptált forgatókönyvnek (David Lynch, Christopher De Vore, Eric Bergren)
- jelölés: legjobb látványtervezés (Stuart Craig, Robert Cartwright, Hugh Scaife)
- jelölés: legjobb jelmeztervezés (Patricia Norris)
- jelölés: legjobb vágás (Anne V. Coates)
- jelölés: legjobb filmzene (John Morris)

Golden Globe-díj
- jelölés: legjobb filmdráma
- jelölés: legjobb filmrendező (David Lynch)
- jelölés: legjobb férfifőszereplő – filmdráma (John Hurt)
- jelölés: legjobb forgatókönyv (David Lynch, Christopher De Vore, Eric Bergren)

BAFTA-díj
- díj: legjobb film (Uberto Pasolini)
- díj: legjobb férfi főszereplő (Robert Carlyle)
- díj: legjobb díszlet (Stuart Craig)
- jelölés: legjobb operatőr (Freddie Francis)
- jelölés: legjobb rendező (David Lynch)
- jelölés: legjobb vágás (Anne V. Coates)
- jelölés: legjobb adaptált forgatókönyv (David Lynch, Christopher De Vore, Eric Bergren)

## Fordítás
- Ez a szócikk részben vagy egészben  a   The Elephant Man (film) című angol Wikipédia-szócikk fordításán alapul.  Az eredeti cikk szerkesztőit annak laptörténete sorolja fel. Ez a jelzés csupán a megfogalmazás eredetét és a szerzői jogokat jelzi, nem szolgál a cikkben szereplő információk forrásmegjelöléseként.

## Kapcsolódó olvasmány
The Spectacle of Deformity: Freak Shows and Modern British Culture, Berkeley: University of California Press. ISBN 0-520-25768-5.